# 現代観光
有限会社現代観光（げんだいかんこう）とは、かつて高知県に展開する郊外型レストランや喫茶を経営していた企業である。

## 概要
- 1955年に帯屋町中央公園横に喫茶「ニヒル」を開店。その後、高知市内にクラシック音楽喫茶「皇帝」を開店する。その後、郊外型レストランを経営[1]。
- 1994年10月16日：東京都千代田区神保町に「コーヒーサロン皇帝」を開店[2]
- 2012年12月26日：事業停止
- 2013年3月21日：高知地裁より破産手続き指示（負債総額3億5000万円）

## 店舗
- レストラン岡豊城 - 南国インターチェンジ南へ約5分
- 古今亭 - 野市町国道55号線沿い
- カフェラパンセソバージュ - イオン高知北
- 鰹丸 - 土佐市宇佐町宇佐大橋手前
- コーヒーサロン皇帝 - 高知市大橋通りアイランドビル3Ｆ